# Enrique Lozano Campos
Enrique Lozano Campos (28 de febrero de 1945, La Esperanza, Honduras) es un científico, escritor y filántropo hondureño.

## Biografía y carrera
Nació en La Esperanza, donde realizó sus estudios primarios y secundarios. Posteriormente se trasladó a Estados Unidos para estudiar ingeniería hidráulica y geofísica en la Universidad de Ohio, obteniendo también una maestría en hidrogeología. En la década de los 2000 laboró para la NASA en puestos relacionados con la ingeniería hidráulica, al mismo tiempo que se convirtió en miembro de WEFTA y representante de Honduras para la organización.
También se dedicó al cultivó de café, y es miembro del Instituto Hondureño del Café.
En sus labores de filantropía junto con WEFTA, diseñó e instaló sistemas de agua potable en aldeas de San Juan, Jesús de Otoro, La Esperanza y otros lugares de Intibucá.

## Obras
Escribió dos libros centrados en la cultura y evolución de Intibucá, y dos enfocados en el cultivo del café.
- Intibucá, apuntes de nuestra prehistoria
- Cultivo del café y manejo de tejido
- Intibucá, informaciones generales
- Generalidades del cultivo del café